# Silas Adams

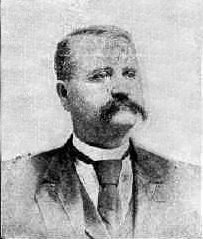
Silas Adams

Silas Adams (* 9. Februar 1839 im Pulaski County, Kentucky; † 5. Mai 1896 in Liberty, Kentucky) war ein US-amerikanischer Politiker. Zwischen 1893 und 1895 vertrat er den Bundesstaat Kentucky im US-Repräsentantenhaus.

## Werdegang
Bereits im Jahr 1841 kam Adams mit seinem Vater in das Casey County, wo er die öffentlichen Schulen besuchte. Danach studierte er an der Kentucky University in Harrodsburg und an der Transylvania University in Lexington. Während des Bürgerkrieges stieg er im Heer der Union vom Oberleutnant bis zum Oberst auf. Bis zum 31. Dezember 1864 blieb er beim Militär. Nach einem anschließenden Jurastudium an der Lexington Law School und seiner Zulassung als Rechtsanwalt begann er in diesem Beruf zu arbeiten. Außerdem wurde er zwischenzeitlich für zwei Amtszeiten Bezirksstaatsanwalt.
Neben seinen juristischen Tätigkeiten schlug Adams als Mitglied der Republikanischen Partei eine politische Laufbahn ein. Zwischen 1889 und 1892 war er Abgeordneter im Repräsentantenhaus von Kentucky. Im Jahr 1892 kandidierte er erfolglos für den US-Senat. Bei den Kongresswahlen des Jahres 1892 wurde er im elften Wahlbezirk von Kentucky in das US-Repräsentantenhaus in Washington, D.C. gewählt, wo er am 4. März 1893 die Nachfolge von John Henry Wilson antrat. Im Jahr 1894 bewarb er sich erfolglos als unabhängiger Kandidat um seine Wiederwahl. Daher musste er nach nur einer Legislaturperiode im Kongress sein Mandat am 3. März 1895 wieder aufgeben.
Nach seinem Ausscheiden aus dem US-Repräsentantenhaus praktizierte Silas Adams wieder als Anwalt. Er starb am 5. Mai 1896 in Liberty und wurde in Humphrey beigesetzt.